# NHL (2003/2004)
Sezon NHL 2003–2004 – był to 87. sezon rozgrywek NHL. 30 zespołów rozegrało po 82 mecze. Puchar Stanleya zdobyła Tampa Bay Lightning, która w 7 spotkaniach pokonała 4-3 Calgary Flames.

## Tabele po sezonie zasadniczym
W = Wygrane, P = Porażki, R = Remisy, PpD = Porażki po dogrywce, G+ = Gole strzelone, G- = Gole stracone, PKT = Liczba zdobytych punktów

### Konferencja Wschodnia
| Drużyna             | W  | P  | R  | PpD | G+  | G-  | PKT |
| ------------------- | -- | -- | -- | --- | --- | --- | --- |
| Boston Bruins       | 41 | 19 | 15 | 7   | 209 | 188 | 104 |
| Toronto Maple Leafs | 45 | 24 | 10 | 3   | 242 | 204 | 103 |
| Ottawa Senators     | 43 | 23 | 10 | 6   | 262 | 189 | 102 |
| Montreal Canadiens  | 41 | 30 | 7  | 4   | 208 | 192 | 93  |
| Buffalo Sabres      | 37 | 34 | 7  | 4   | 220 | 221 | 85  |

| Drużyna             | W  | P  | R  | PpD | G+  | G-  | PKT |
| ------------------- | -- | -- | -- | --- | --- | --- | --- |
| Philadelphia Flyers | 40 | 21 | 15 | 6   | 229 | 186 | 101 |
| New Jersey Devils   | 43 | 25 | 12 | 2   | 213 | 164 | 100 |
| New York Islanders  | 38 | 29 | 11 | 4   | 237 | 211 | 91  |
| New York Rangers    | 27 | 40 | 7  | 8   | 206 | 250 | 69  |
| Pittsburgh Penguins | 23 | 47 | 8  | 4   | 190 | 303 | 58  |

| Drużyna             | W  | P  | R  | PpD | G+  | G-  | PKT |
| ------------------- | -- | -- | -- | --- | --- | --- | --- |
| Tampa Bay Lightning | 46 | 22 | 8  | 6   | 245 | 192 | 106 |
| Atlanta Thrashers   | 33 | 37 | 8  | 4   | 214 | 243 | 78  |
| Carolina Hurricanes | 28 | 34 | 14 | 6   | 172 | 209 | 76  |
| Florida Panthers    | 28 | 35 | 15 | 4   | 188 | 221 | 76  |
| Washington Capitals | 23 | 46 | 10 | 3   | 186 | 253 | 59  |

### Konferencja Zachodnia
| Drużyna               | W  | P  | R  | PpD | G+  | G-  | PKT |
| --------------------- | -- | -- | -- | --- | --- | --- | --- |
| Detroit Red Wings     | 48 | 21 | 11 | 2   | 255 | 189 | 109 |
| St. Louis Blues       | 39 | 30 | 11 | 2   | 191 | 198 | 91  |
| Nashville Predators   | 38 | 29 | 11 | 4   | 216 | 217 | 91  |
| Columbus Blue Jackets | 25 | 45 | 8  | 4   | 177 | 238 | 62  |
| Chicago Blackhawks    | 20 | 42 | 11 | 8   | 188 | 259 | 59  |

| Drużyna              | W  | P  | R  | PpD | G+  | G-  | PKT |
| -------------------- | -- | -- | -- | --- | --- | --- | --- |
| San Jose Sharks      | 43 | 21 | 12 | 6   | 219 | 183 | 104 |
| Dallas Stars         | 41 | 26 | 13 | 2   | 194 | 175 | 97  |
| Los Angeles Kings    | 28 | 29 | 16 | 9   | 205 | 217 | 81  |
| Anaheim Mighty Ducks | 29 | 35 | 10 | 8   | 184 | 213 | 76  |
| Phoenix Coyotes      | 22 | 36 | 18 | 6   | 188 | 245 | 68  |

| Drużyna            | W  | P  | R  | PpD | G+  | G-  | PKT |
| ------------------ | -- | -- | -- | --- | --- | --- | --- |
| Vancouver Canucks  | 43 | 24 | 10 | 5   | 235 | 194 | 101 |
| Colorado Avalanche | 40 | 22 | 13 | 7   | 236 | 198 | 100 |
| Calgary Flames     | 42 | 30 | 7  | 3   | 200 | 176 | 94  |
| Edmonton Oilers    | 36 | 29 | 12 | 5   | 221 | 208 | 89  |
| Minnesota Wild     | 30 | 29 | 20 | 3   | 188 | 183 | 83  |

## Najlepsi zawodnicy pod względem liczby zdobytych punktów po sezonie zasadniczym
M = Liczba meczów, w które rozegrał poszczególny zawodnik, G = Zdobyte gole, A = Asysty, Pkt = Łączna liczba zdobytych punktów (gole + asysty)
| Imię i Nazwisko   | Drużyna             | M  | G  | A  | Pkt |
| ----------------- | ------------------- | -- | -- | -- | --- |
| Martin St. Louis  | Tampa Bay           | 82 | 38 | 56 | 94  |
| Ilja Kowalczuk    | Atlanta             | 81 | 41 | 46 | 87  |
| Joe Sakic         | Colorado            | 81 | 33 | 54 | 87  |
| Markus Näslund    | Vancouver           | 78 | 35 | 49 | 84  |
| Marián Hossa      | Ottawa              | 81 | 36 | 46 | 82  |
| Patrik Eliáš      | New Jersey          | 82 | 38 | 43 | 81  |
| Daniel Alfredsson | Ottawa              | 77 | 32 | 48 | 80  |
| Cory Stillman     | Tampa Bay           | 81 | 25 | 55 | 80  |
| Robert Lang       | Washington/ Detroit | 69 | 30 | 49 | 79  |
| Brad Richards     | Tampa Bay           | 82 | 26 | 53 | 79  |
| Alex Tanguay      | Colorado            | 69 | 25 | 54 | 79  |
| Milan Hejduk      | Colorado            | 82 | 35 | 40 | 75  |
| Mats Sundin       | Toronto             | 81 | 31 | 44 | 75  |
| Mark Recchi       | Philadelphia        | 82 | 26 | 49 | 75  |
| Jaromír Jágr      | NY Rangers          | 77 | 31 | 43 | 74  |
| Jarome Iginla     | Calgary             | 81 | 41 | 32 | 73  |
| Steve Sullivan    | Nashville           | 80 | 24 | 49 | 73  |
| Joe Thornton      | Boston              | 77 | 23 | 50 | 73  |
| Keith Tkachuk     | St. Louis           | 75 | 33 | 38 | 71  |
| Scott Gomez       | New Jersey          | 80 | 14 | 56 | 70  |
| Bill Guerin       | Dallas              | 82 | 34 | 35 | 69  |
| Martin Havlát     | Ottawa              | 68 | 31 | 37 | 68  |
| Pawieł Daciuk     | Detroit             | 75 | 30 | 38 | 68  |
| Shane Doan        | Phoenix             | 79 | 27 | 41 | 68  |
| Brett Hull        | Detroit             | 81 | 25 | 43 | 68  |

## Puchar Stanleya – playoffs

### Ćwierćfinały konferencji

#### Konferencja Wschodnia
| Tampa Bay – NY Islanders | Tampa Bay – NY Islanders | Tampa Bay – NY Islanders | Tampa Bay – NY Islanders |
| Data                     | Wyjazd                   | Dom                      |                          |
| ------------------------ | ------------------------ | ------------------------ | ------------------------ |
| 8 kwietnia 2004          | NY Islanders 0           | 3 Tampa Bay              |                          |
| 10 kwietnia 2004         | NY Islanders 3           | 0 Tampa Bay              |                          |
| 12 kwietnia 2004         | Tampa Bay 3              | 0 NY Islanders           |                          |
| 14 kwietnia 2004         | Tampa Bay 3              | 0 NY Islanders           |                          |
| 16 kwietnia 2004         | NY Islanders 2           | 3 Tampa Bay              | po dogrywce              |
| Tampa Bay wygrała 4-1    |                          |                          |                          |

| Boston – Montreal   | Boston – Montreal | Boston – Montreal | Boston – Montreal |
| Data                | Wyjazd            | Dom               |                   |
| ------------------- | ----------------- | ----------------- | ----------------- |
| 7 kwietnia 2004     | Montreal 0        | 3 Boston          |                   |
| 9 kwietnia 2004     | Montreal 1        | 2 Boston          | po dogrywce       |
| 11 kwietnia 2004    | Boston 2          | 3 Montreal        |                   |
| 13 kwietnia 2004    | Boston 4          | 3 Montreal        | po 2 dogrywkach   |
| 15 kwietnia 2004    | Montreal 5        | 1 Boston          |                   |
| 17 kwietnia         | Boston 2          | 5 Montreal        |                   |
| 19 kwietnia         | Montreal 2        | 0 Boston          |                   |
| Montreal wygrał 4-3 |                   |                   |                   |

| Philadelphia – New Jersey | Philadelphia – New Jersey | Philadelphia – New Jersey | Philadelphia – New Jersey |
| Data                      | Wyjazd                    | Dom                       |                           |
| ------------------------- | ------------------------- | ------------------------- | ------------------------- |
| 8 kwietnia 2004           | New Jersey 2              | 3 Philadelphia            |                           |
| 10 kwietnia 2004          | New Jersey 2              | 3 Philadelphia            |                           |
| 12 kwietnia 2004          | Philadelphia 2            | 4 New Jersey              |                           |
| 14 kwietnia 2004          | Philadelphia 3            | 0 New Jersey              |                           |
| 17 kwietnia 2004          | New Jersey 1              | 3 Philadelphia            |                           |
| Philadelphia wygrała 4-1  |                           |                           |                           |

| Toronto – Ottawa    | Toronto – Ottawa | Toronto – Ottawa | Toronto – Ottawa |
| Data                | Wyjazd           | Dom              |                  |
| ------------------- | ---------------- | ---------------- | ---------------- |
| 8 kwietnia 2004     | Ottawa 4         | 2 Toronto        |                  |
| 10 kwietnia 2004    | Ottawa 0         | 2 Toronto        |                  |
| 12 kwietnia 2004    | Toronto 2        | 0 Ottawa         |                  |
| 14 kwietnia 2004    | Toronto 1        | 4 Ottawa         |                  |
| 16 kwietnia 2004    | Ottawa 0         | 2 Toronto        |                  |
| 18 kwietnia 2004    | Toronto 1        | 2 Ottawa         | po 2 dogrywkach  |
| 20 kwietnia 2004    | Ottawa 1         | 4 Toronto        |                  |
| Toronto wygrało 4-3 |                  |                  |                  |

#### Konferencja Zachodnia
| Detroit – Nashville | Detroit – Nashville | Detroit – Nashville | Detroit – Nashville |
| Data                | Wyjazd              | Dom                 |                     |
| ------------------- | ------------------- | ------------------- | ------------------- |
| 7 kwietnia 2004     | Nashville 1         | 3 Detroit           |                     |
| 10 kwietnia 2004    | Nashville 1         | 2 Detroit           |                     |
| 11 kwietnia 2004    | Detroit 1           | 3 Nashville         |                     |
| 13 kwietnia 2004    | Detroit 0           | 3 Nashville         |                     |
| 15 kwietnia 2004    | Nashville 1         | 4 Detroit           |                     |
| 17 kwietnia 2004    | Detroit 2           | 0 Nashville         |                     |
| Detroit wygrało 4-2 |                     |                     |                     |

| San Jose – St. Louis | San Jose – St. Louis | San Jose – St. Louis | San Jose – St. Louis |
| Data                 | Wyjazd               | Dom                  |                      |
| -------------------- | -------------------- | -------------------- | -------------------- |
| 8 kwietnia 2004      | St. Louis 0          | 1 San Jose           | po dogrywce          |
| 10 kwietnia 2004     | St. Louis 1          | 3 San Jose           |                      |
| 12 kwietnia 2004     | San Jose 1           | 4 St. Louis          |                      |
| 13 kwietnia 2004     | San Jose 4           | 3 St. Louis          |                      |
| 15 kwietnia 2004     | St. Louis 1          | 3 San Jose           |                      |
| San Jose wygrało 4-1 |                      |                      |                      |

| Vancouver – Calgary | Vancouver – Calgary | Vancouver – Calgary | Vancouver – Calgary |
| Data                | Wyjazd              | Dom                 |                     |
| ------------------- | ------------------- | ------------------- | ------------------- |
| 7 kwietnia 2004     | Calgary 3           | 5 Vancouver         |                     |
| 9 kwietnia 2004     | Calgary 2           | 1 Vancouver         |                     |
| 11 kwietnia 2004    | Vancouver 2         | 1 Calgary           |                     |
| 13 kwietnia 2004    | Vancouver 0         | 4 Calgary           |                     |
| 15 kwietnia 2004    | Calgary 2           | 1 Vancouver         |                     |
| 17 kwietnia 2004    | Vancouver 5         | 4 Calgary           | po 3 dogrywkach     |
| 19 kwietnia 2004    | Calgary 3           | 2 Vancouver         | po dogrywce         |
| Calgary wygrało 4-3 |                     |                     |                     |

| Colorado – Dallas    | Colorado – Dallas | Colorado – Dallas | Colorado – Dallas |
| Data                 | Wyjazd            | Dom               |                   |
| -------------------- | ----------------- | ----------------- | ----------------- |
| 7 kwietnia 2004      | Dallas 1          | 3 Colorado        |                   |
| 9 kwietnia 2004      | Dallas 2          | 5 Colorado        |                   |
| 12 kwietnia 2004     | Colorado 3        | 4 Dallas          | po dogrywce       |
| 14 kwietnia 2004     | Colorado 3        | 2 Dallas          | po 2 dogrywkach   |
| 17 kwietnia 2004     | Dallas 1          | 5 Colorado        |                   |
| Colorado wygrało 4-1 |                   |                   |                   |

### Półfinały konferencji
| Tampa Bay – Montreal  | Tampa Bay – Montreal | Tampa Bay – Montreal | Tampa Bay – Montreal |
| Data                  | Wyjazd               | Dom                  |                      |
| --------------------- | -------------------- | -------------------- | -------------------- |
| 23 kwietnia 2004      | Montreal 0           | 4 Tampa Bay          |                      |
| 25 kwietnia 2004      | Montreal 1           | 3 Tampa Bay          |                      |
| 27 kwietnia 2004      | Tampa Bay 4          | 3 Montreal           | po dogrywce          |
| 29 kwietnia 2004      | Tampa Bay 3          | 1 Montreal           |                      |
| Tampa Bay wygrała 4-0 |                      |                      |                      |

| Philadelphia – Toronto   | Philadelphia – Toronto | Philadelphia – Toronto | Philadelphia – Toronto |
| Data                     | Wyjazd                 | Dom                    |                        |
| ------------------------ | ---------------------- | ---------------------- | ---------------------- |
| 22 kwietnia 2004         | Toronto 1              | 3 Philadelphia         |                        |
| 25 kwietnia 2004         | Toronto 1              | 2 Philadelphia         |                        |
| 28 kwietnia 2004         | Philadelphia 1         | 4 Toronto              |                        |
| 30 kwietnia 2004         | Philadelphia 1         | 3 Toronto              |                        |
| 2 maja 2004              | Philadelphia 7         | 2 Toronto              |                        |
| 4 maja 2004              | Toronto 2              | 3 Philadelphia         | po dogrywce            |
| Philadelphia wygrała 4-2 |                        |                        |                        |

| Detroit – Calgary   | Detroit – Calgary | Detroit – Calgary | Detroit – Calgary |
| Data                | Wyjazd            | Dom               |                   |
| ------------------- | ----------------- | ----------------- | ----------------- |
| 22 kwietnia 2004    | Calgary 2         | 1 Detroit         | po dogrywce       |
| 24 kwietnia 2004    | Calgary 2         | 5 Detroit         |                   |
| 27 kwietnia 2004    | Detroit 2         | 3 Calgary         |                   |
| 29 kwietnia 2004    | Detroit 4         | 2 Calgary         |                   |
| 1 maja 2004         | Calgary 1         | 0 Detroit         |                   |
| 3 maja 2004         | Detroit 0         | Calgary 1         | po dogrywce       |
| Calgary wygrało 4-2 |                   |                   |                   |

| San Jose – Colorado  | San Jose – Colorado | San Jose – Colorado | San Jose – Colorado |
| Data                 | Wyjazd              | Dom                 |                     |
| -------------------- | ------------------- | ------------------- | ------------------- |
| 22 kwietnia 2004     | San Jose 5          | 2 Colorado          |                     |
| 24 kwietnia 2004     | San Jose 4          | 1 Colorado          |                     |
| 26 kwietnia 2004     | Colorado 0          | 1 San Jose          |                     |
| 28 kwietnia 2004     | Colorado 1          | 0 San Jose          | po dogrywce         |
| 1 maja 2004          | San Jose 1          | 2 Colorado          | po dogrywce         |
| 4 maja 2004          | Colorado 1          | 3 San Jose          |                     |
| San Jose wygrało 4-2 |                     |                     |                     |

### Finały konferencji
| Tampa Bay – Philadelphia | Tampa Bay – Philadelphia | Tampa Bay – Philadelphia | Tampa Bay – Philadelphia |
| Data                     | Wyjazd                   | Dom                      |                          |
| ------------------------ | ------------------------ | ------------------------ | ------------------------ |
| 8 maja 2004              | Philadelphia 1           | 3 Tampa Bay              |                          |
| 10 maja 2004             | Philadelphia 6           | 2 Tampa Bay              |                          |
| 12 maja 2004             | Tampa Bay 4              | 1 Philadelphia           |                          |
| 15 maja 2004             | Tampa Bay 2              | 3 Philadelphia           |                          |
| 18 maja 2004             | Philadelphia 2           | 4 Tampa Bay              |                          |
| 20 maja 2004             | Tampa Bay 4              | 5 Philadelphia           | po dogrywce              |
| 22 maja 2004             | Philadelphia 1           | 2 Tampa Bay              |                          |
| Tampa Bay wygrała 4-3    |                          |                          |                          |

| San Jose – Calgary  | San Jose – Calgary | San Jose – Calgary | San Jose – Calgary |
| Data                | Wyjazd             | Dom                |                    |
| ------------------- | ------------------ | ------------------ | ------------------ |
| 9 maja 2004         | Calgary 4          | 3 San Jose         | po dogrywce        |
| 11 maja 2004        | Calgary 4          | 1 San Jose         |                    |
| 13 maja 2004        | San Jose 3         | 0 Calgary          |                    |
| 15 maja 2004        | San Jose 4         | 2 Calgary          |                    |
| 17 maja 2004        | Calgary 3          | 0 San Jose         |                    |
| 19 maja 2004        | San Jose 1         | 3 Calgary          |                    |
| Calgary wygrało 4-2 |                    |                    |                    |

### Finał Pucharu Stanleya
| Tampa Bay – Calgary                              | Tampa Bay – Calgary | Tampa Bay – Calgary | Tampa Bay – Calgary |
| Data                                             | Wyjazd              | Dom                 |                     |
| ------------------------------------------------ | ------------------- | ------------------- | ------------------- |
| 25 maja 2004                                     | Calgary 4           | 1 Tampa Bay         |                     |
| 27 maja 2004                                     | Calgary 1           | 4 Tampa Bay         |                     |
| 29 maja 2004                                     | Tampa Bay 0         | 3 Calgary           |                     |
| 31 maja 2004                                     | Tampa Bay 1         | 0 Calgary           |                     |
| 3 czerwca 2004                                   | Calgary 3           | 2 Tampa Bay         | po dogrywce         |
| 5 czerwca 2004                                   | Tampa Bay 3         | 2 Calgary           | po 2 dogrywkach     |
| 7 czerwca 2004                                   | Calgary 1           | 2 Tampa Bay         |                     |
| Puchar Stanleya zdobyła Tampa Bay wygrywając 4-3 |                     |                     |                     |

## Nagrody NHL dla poszczególnych graczy
Prezentacja NHL Awards miała miejsce w Toronto.
| Art Ross Memorial Trophy:       | Martin St. Louis (Tampa Bay Lightning)                                                                    |
| Bill Masterton Memorial Trophy: | Bryan Berard (Chicago Blackhawks)                                                                         |
| Calder Memorial Trophy:         | Andrew Raycroft (Boston Bruins)                                                                           |
| Frank J. Selke Trophy:          | Kris Draper (Detroit Red Wings)                                                                           |
| Hart Memorial Trophy:           | Martin St. Louis (Tampa Bay Lightning)                                                                    |
| Jack Adams Award:               | John Tortorella (Tampa Bay Lightning)                                                                     |
| James Norris Memorial Trophy:   | Scott Niedermayer (New Jersey Devils)                                                                     |
| King Clancy Memorial Trophy:    | Jarome Iginla (Calgary Flames)                                                                            |
| Lady Byng Memorial Trophy:      | Brad Richards (Tampa Bay Lightning)                                                                       |
| Lester B. Pearson Award:        | Martin St. Louis (Tampa Bay Lightning)                                                                    |
| Lester Patrick Trophy:          | Mike Emrick, John Davidson, Ray Miron                                                                     |
| Maurice Richard Trophy:         | Jarome Iginla (Calgary Flames), Ilja Kowalczuk (Atlanta Thrashers) oraz Rick Nash (Columbus Blue Jackets) |
| NHL Plus/Minus Award:           | Martin St. Louis (Tampa Bay Lightning) oraz Marek Malik (Vancouver Canucks)                               |
| Vezina Trophy:                  | Martin Brodeur (New Jersey Devils)                                                                        |
| William M. Jennings Trophy:     | Martin Brodeur (New Jersey Devils)                                                                        |